# Perlita expandida
Material cerámico que se obtiene mediante calor del mineral llamado perlita, lo que aumenta 10 veces su volumen. Este proceso se inicia con el lavado, trituración y finalmente el horneado, obteniéndose así el producto comercial perlita expandida, de uso común en construcción, o como sustrato en cultivos   hidropónicos. 
La principal característica en construcción es su peso liviano, al contener grandes cantidades de aire en su interior, proporciona excelentes características como aislante térmico, y sonoro. Se emplea ligado con yeso.
- Datos: Q11329888